# Zastava Turske Republike Sjeverni Cipar
Zastava Turske Republike Sjeverni Cipar je bijela. Na podlozi su dvije vodoravne crvene pruge, odvojene od donjeg, odnosno gornjeg ruba. Između njih su crveni polumjesec i zvijezda, simbol islama, koji je službena religija, iako se TR Sjeverni Cipar deklarira sekularnom državom.